# Allan Tarn
Der Allan Tarn ist ein See im Lake District, Cumbria, England. Der See liegt südlich des Coniston Water, dessen Abfluss der River Crake sowohl seinen einzigen Zufluss, wie auch seinen einzigen Abfluss bildet.
Der See wird in Arthur Ransomes Kinderbuchreihe Swallows and Amazons als Octupus Lagoon erwähnt.